# 知恵
知恵（ちえ、希: σοφία ソピアー, 羅: prudentia, sapientia, 英: prudence, wisdom, 梵: ज्ञान , jñāna）は、道理を判断し処理していく心の働き。筋道を立て、計画し、正しく処理していく能力。知慮（ちりょ）、思慮（しりょ）とも。

## 各分野における知恵

### 古代ギリシャ哲学
古代ギリシャの哲学において、知恵もひとつの重要なテーマとして論じられた。例えば「徳」と日本語では訳されているものの中に、これに合致する部分も多い。
プラトンは、『国家』第4巻において、プロネーシス（知慮・知恵）を、アンドレイア（勇気）、ソープロシュネー（節制）、ディカイオシュネー（正義）と共に、国家にも個人にも共通して求められる徳性として言及している（枢要徳・四元徳）。
アリストテレスは、『ニコマコス倫理学』第6巻第7章で述べられているように、実践的な知慮・知恵を「プロネーシス」（phronesis, フロネシス）、完成・完結した智慧を「ソピア」（sophia, ソフィア）として、両者を区別している。

### 道教
老子の第十八章には「知恵出でて大偽あり」という表現が見られ、かつて人々が素朴であった時代には、人々は自然に従って生きており平和だったが、後に人間の知恵が進んで、不自然なこと人為的なことが行われたので、大きな偽り（大偽）が生じ、世の中が乱れてしまった、と述べられている。

### 旧約聖書
旧約聖書には、アダムとイブが、「知恵の実」（知識の実）を食べて性的羞恥心が芽生えた、との描写が見られる。その一方でその「知恵の実」が原因でアダムとイブは楽園を追われた、という描写も見られる。

### 仏教
仏教用語における智慧は、物事をありのままに把握し、真理を見極める認識力。「智」は相対世界に向かう働き、「慧」は悟りを導く精神作用の意。
大乗仏教では、「論書」（アビダルマ）に表現されているような分析的議論に明け暮れる説一切有部を中心とする部派仏教を批判する形で、『般若経』や龍樹・中観派によって、分別的な知恵（ジュニャーナ, jñāna, 若那, 智）を超えた無分別の智慧（プラジュニャー, prajñā, 般若, 慧）が釈迦の悟りの境地として賞揚され、普及された。したがって、大乗仏教では両者を区別するのが一般的である。

### 心理学
ポール・バルテスは、知識・教養・論理的思考・判断といった認知的側面から知恵のモデル化を行い、知恵を「重大、かつ、人生の根本に影響を与えるような実践場面における熟達した知識」と定義した。同じく実践場面での問題解決に関連する能力に日常知能があるが、知恵は対人的・社会的・歴史的要素を含む、より長期の能力として区別される。バルテスはモデル化にあたり、知恵に必要な5つの知識として、(1)宣言的知識（人生に関わる深く広い知識）、(2)手続き的知識（問題解決のための情報収集・分析の知識）、(3)文脈理解（問題の背後にある文脈の理解）、(4)価値相対性の理解（価値観や目標によって解決の方向性が変わることの理解）、(5)不確実性の理解（人生の予測不可能性・不確実性の理解）を仮定している。
また、ロバート・スタンバーグは知能との比較において、洞察力・判断力・アドバイスする能力を含み、経験と年齢を重ねたことで人生の問題を大きな文脈の中で把握できる能力が、知恵のもつ特有の能力であると論じている。

## 「知恵」の語が含まれる表現や事物
- 互いに知恵を競い合うことを、「知恵競（くら）べ」（賢(かしこ)争い）という[4]。
- 知恵熱（乳幼児に知恵が付き始めるころに突然起きる発熱の俗称。母親由来の免疫が減少することによって起きる発熱で、「知恵」は時期をあらわすだけで直接の関係は無いとされる。英語ではteething fever。歯が生え始めることから。）
- 知恵の輪
- 知恵歯
- 知恵の駒（正方形の枠の中に16個駒を配置、一駒だけとり除き、その空き地を利用し、1～15の駒を番号順に並べるゲーム）
- 悪知恵 - 猿知恵 - 知恵袋